# 13852 Ford
A 13852 Ford (ideiglenes jelöléssel 1999 XM96) a Naprendszer kisbolygóövében található aszteroida. A LINEAR projekt keretében fedezték fel 1999. december 7-én.